# Sennely
 Sennely  es una población y comuna francesa, situada en la región de Centro, departamento de Loiret, en el distrito de Orléans y cantón de La Ferté-Saint-Aubin.

## Demografía
| 616 | 512 | 450 | 432 | 437 | 523 |
| Para los censos de 1962 a 1999 la población legal corresponde a la población sin duplicidades (Fuente: INSEE [Consultar]) |     |     |     |     |     |